# Jim LeRoy

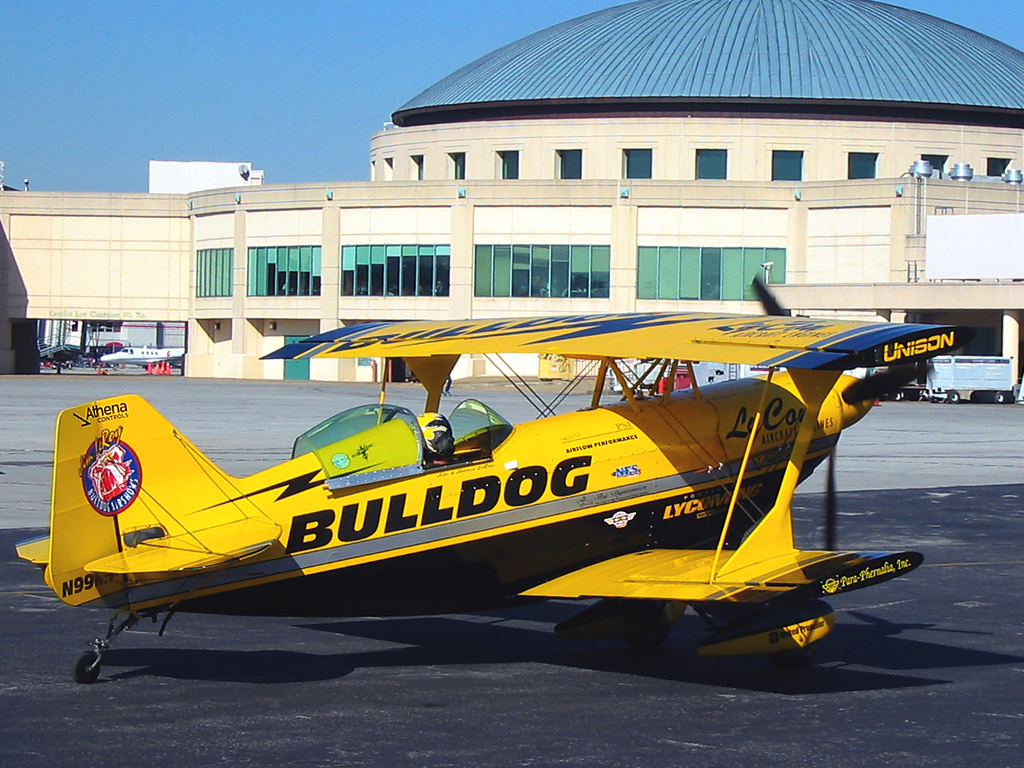
Jim LeRoy in "Bulldog"

Jim LeRoy (5 de abril de 1961 - 28 de julio de 2007) fue un piloto de acrobacias estadounidense. Perteneció al Cuerpo de Marines de los Estados Unidos, como Scout (reconocimiento aéreo)/Francotirador, tuvo un grado B.S. en Ingeniería Aeronáutica/Aeroespacial, así como la Licencia de Mantenimiento de Aeronaves.

## Experiencia profesional
Empezando con actuaciones en solitario, se ganó una reputación con sus exhibiciones acrobáticas de gran energía. En el año 2003, LeRoy se unió a una exitosa compañía de exhibición aérea, el X-team, quienes se referían a sí mismos como los "Masters of Disaster". Sus actuaciones consistían en tres pilotos volando simultáneamente, entrelazando acrobacias a través de nubes de humo generadas por camiones con motores de reacción circulando bajo ellos. Después de dos temporadas de exitosas exhibiciones aéreas, un accidente ocurrió el 10 de julio de 2005, durante una actuación rutinaria cuando Jimmy Franklin y Younkin Bobby chocaron en el aire. Jim LeRoy no estuvo involucrado en la colisión y aterrizó a salvo.
LeRoy fue uno de los once pilotos galardonados con el "Art Scholl Showmanship Award" (2002) y el "Bill Barber Award for Showmanship" (2003). También fue uno de los pocos pilotos de tiempo espectáculo aéreo del mundo, de hecho se ganaba la vida realizando espectáculos aéreos para el público.
LeRoy también tuvo las siguientes calificaciones de pilotaje: de un solo motor, multi-motor, instructor de avión, helicóptero, instructor de helicóptero, instructor de instrumentos y evaluador de competencias acrobáticas.

## Muerte
- Wikinoticias tiene noticias relacionadas con Jim LeRoy.

La muerte de LeRoy se produjo el 28 de julio de 2007, durante su traslado en un helicóptero militar MEDEVAC hasta el hospital Miami Valley Hospital en Dayton (Ohio). LeRoy se había estrellado alrededor de las 14:15 (tiempo del este) en el Espectáculo Aéreo de Dayton pratocinado por la corporación Vectren   en el Aeropuerto Internacional de Dayton durante una actuación en su Bulldog II PS2 con el equipo acrobático X-Team Codename: Mary's Lamb. Las primeras indicaciones mostraban que estaba realizando un 1/2 8 Cubano picando en 45° una trayectoria alineada con la referencia del suelo, pero se acercó demasiado al suelo para poder volver a subir. Llegó a la pista a 200 mph (milla por hora) pero horizontalmente, lo que significó unas 75 millas por hora, por lo que el avión cayó y estalló. El informe del médico forense  determinó que LeRoy murió debido al impacto por una fractura de cuello, además de sufrir graves quemaduras.